# Valea Mănăstirii, Alba
Valea Mănăstirii este un sat în comuna Râmeț din județul Alba, Transilvania, România.

## Obiective turistice
- Rezervația naturală Cheile Râmețului (40 ha).
- Rezervația naturală Cheile Mănăstirii (15 ha).